# Tata (provincie)
Tata is een provincie in de Marokkaanse regio Guelmim-Es Semara.
Tata telt 121.618 inwoners op een oppervlakte van 25.925 km².

## Grootste plaatsen
| Plaats                           | Inwoners (1994) | Inwoners (2004) |
| -------------------------------- | --------------- | --------------- |
| Tata                             | 12.541          | 15.239          |
| Tissint                          | 10.182          | 9.927           |
| Foum Zguid                       | 9.903           | 9.630           |
| Allougoum                        | 7.749           | 8.490           |
| Tamanarte                        | 7.551           | 7.217           |
| Fam el Hisn                      | 7.036           | 7.089           |
| Akka Ighane                      | 6.832           | 6.725           |
| Kasbat Sidi Abdellah Ben M'Barek | 6.738           | 7.012           |
| Akka                             | 6.519           | 7.102           |
| Adis                             | 5.842           | 5.916           |
| Tagmout                          | 5.004           | 4.751           |
| Tlite                            | 4.978           | 5.066           |

Ben Slimane · Khouribga · Settat · El Jadida · Safi · Boulmane · Fez · Moulay Yacoub · Sefrou · Kénitra · Sidi Kacem · Casablanca · Médiouna · Mohammedia · Nouaceur · Assa-Zag · Guelmim · Tan-Tan · Tata · Boujdour · Es-Semara · Lâayoune · Al Haouz · Chichaoua · Essaouira · Kelâat Es-Sraghna · Marrakech · Al Ismaïlia · El Hajeb · Errachidia · Ifrane · Khénifra · Meknès · Berkane · Figuig · Jerada · Driouch · Nador · Oujda-Angad · Taourirt · Aousserd · Oued ed Dahab · Khémisset · Rabat · Salé · Skhirat-Témara · Agadir-Ida-Ou-Tanane · Inezgane-Aït Melloul · Chtouka-Aït Baha · Ouarzazate · Taroudant · Tiznit · Zagora · Azilal · Béni-Mellal · Chefchaouen · Fahs-Bni Mkada · Larache · Tanger-Asilah · Tétouan · Al Hoceima · Taounate · Taza